# Ginecologia
A ginecologia é área de prática da medicina que envolve o cuidado e tratamento de doenças diretamente relacionadas com a saúde do aparelho reprodutor feminino (vagina, útero e ovários) e mamas.
É normalmente associada a obstetrícia, área médica focada na reprodução, contemplando a gravidez, parto e puerpério. Essa associação forma a área combinada "Ginecologia e Obstetrícia", também conhecida como GO.
Também pode ser associada paralelamente à andrologia, que lida especificamente com questões ligadas ao aparelho reprodutor masculino.

## Etimologia
A palavra "ginecologia" vem do grego γυνή gyne "mulher" e -logia "estudo". Seu significado literal é "a ciência da mulher".

## História
A Ginecologia como campo de saber e prática tem vários caminhos e agentes históricos. Há diferentes documentos, evidências históricas e pessoas importantes que marcaram esta linha do tempo.
A história moderna é marcada pela centralização da figura do médico, mas há também outras formas de pensar e atuar na saúde e atendimento médico, que incluem diferentes fatores, como cultura, território, identidade, entre outros.
Apesar da existência do campo científico da andrologia, a história da ginecologia e a sua importância social contemporânea evidenciam uma assimetria entre as existências masculinas e femininas. A elaboração deste campo teórico e prático foi feita a partir da percepção de diferença das mulheres e dos homens, e não há uma ciência do homem que tenha como ponto de partida as diferenças entre ele e a mulher. 

### Antiguidade
Do Egito Antigo, por exemplo, o Papiro Ginecológico Kahun, datado de 1825 a.C, é conhecido como o texto médico mais antigo que trata exclusivamente de doenças ginecológicas, fertilidade, gravidez, contracepção e tratamentos variados. Atualmente, está conservado no Museu Petrie de Arqueologia Egípcia. Seu texto é dividido em trinta e quatro seções, cada seção lidando com um problema específico e contendo diagnóstico e tratamento; nenhum prognóstico é sugerido. Os tratamentos são não cirúrgicos, compreendendo a aplicação de medicamentos na parte do corpo afetada ou sua ingestão. O útero é visto como a fonte de queixas que se manifestam em outras partes do corpo. 
A Ayurveda, sistema médico tradicionalmente indiano, que compreende o corpo por uma visão integrativa e holística, também detalha conceitos e técnicas relacionadas com fertilidade, complicações no nascimento de crianças e distúrbios menstruais, entre outras coisas. Fornece indicativos de cuidados pré e pós natal, integrando práticas de estilos de vida, como higiene, meditação, yoga e dieta alimentar para um cuidado completo.
A coletânea Gynaikeia reúne textos de mais de dezesseis autores de textos antigos de ginecologia, inclusive o Corpo Hipocrático (do latim:Corpus hippocraticum) que é uma coletânea de cerca de 60 tratados, do início da Grécia Clássica, que contém diversos tratados ginecológicos datados dos séculos V e IV a.C.  Outra fonte de textos médicos gregos é Aristóteles, com descrições de biologia encontradas principalmente em História dos Animais, Partes dos Animais e Geração dos Animais, do século IV a.C. Importante destacar que estes escritos, juntos dos de Platão, foram uma das fontes difusoras primárias de ideias misóginas e sexistas.
Durante a Idade Média, as parteiras orientavam os cuidados com a saúde das mulheres por meio de conhecimentos baseados na experiência, remédios tradicionais e medicinas à base de ervas. A prática da obstetrícia ainda não estava em disputa pelo fazer científico, mas com o surgimento da ginecologia como um campo médico as práticas tradicionais passaram a ser contestadas. 
O período da Renascença, no século XVI, desenvolveu e estruturou avanços científicos clássicos, no qual o progresso médico nas áreas de ginecologia e obstetrícia são compreendidos pela melhoria das técnicas obstétricas nesse período e também pelo desenvolvimento de ferramentas cirúrgicas, como o fórceps que transformou a forma como o parto era conduzido, contribuindo para redução da mortalidade materna. 

### Ginecologia Moderna
À medida que as instituições médicas continuaram a se expandir nos séculos XVIII e XIX, a autoridade das parteiras foi ainda mais desafiada com a crescente participação de homens nas práticas e pesquisas voltadas à saúde da mulher. A formalização do treinamento em obstetrícia por médicos do sexo masculino e os avanços da sistematização científica sobre a saúde e a anatomia feminina marcaram esse período. 
Nos Estados Unidos do início dos séculos XVIII e XIX, o campo da ginecologia manteve laços estreitos com a escravidão e com a reprodução das mulheres negras. A violência e exploração realizada em mulheres escravizadas, ia da realização de procedimentos cirúrgicos à publicação dos resultados e trabalhos em revistas médicas reconhecidas que, embora tenham promovido o avanço do conhecimento ginecológico, lançaram as bases para o racismo médico, atrocidades éticas e discriminação que sustentaram a lógica da escravidão. A figura de maior destaque é J. Marion Sims, conhecido como o “pai da ginecologia” nos Estados Unidos, que realizou exames médicos e cirurgias invasivas sem consentimento e anestesia. Destaca-se a  violência e também resistência de três mulheres negras escravizadas submetidas aos procedimentos: Anarcha, Betsey e Lucy.
O discurso médico-científico produzido nos séculos XVIII e XI, apoiados tanto em pesquisas biológicas sobre a ovulação e a reprodução, como nos ideais que entendiam e imaginavam ser mulher, construíram uma definição da mesma sustentada no seu ciclo de vida reprodutiva. Assim, o arco da existência feminina é marcada da puberdade à menopausa, passando pela menstruação - que foi marcada inclusive por um novo campo de estudos: a emenologia. A partir da consideração de que a mulher era mais sujeita a doenças e instabilidades, se fez necessária a criação de uma ciência específica. A ginecologia, assim, tem suas bases de estudo na compreensão intrínseca da relação entre patologia e a natureza feminina.

### No Brasil
Oficialmente, o ensino médico começou em 1808, na Bahia, com a criação da Escola de Cirurgia, que veio como um dos empreendimentos de D. João VI ao transferir-se com sua corte para o Brasil. Mas, toda a formação médica era centralizada em Portugal, assim como a fiscalização e emissão de licenças para o exercício da medicina e, também, para a manipulação de remédios e fármacos pelos boticários.
Até a década de 1870 o ensino e a prática da medicina formal eram precariamente estruturados, sendo majoritariamente cursos teóricos, sem prática médica. Com o empenho de alguns médicos reconhecidos do Rio de Janeiro e Salvador, que buscaram orientação e referências em centros europeus, houve importante crescimento da área no Brasil. O ensino das disciplinas, Ginecologia e Obstetrícia, só ocorreu no final do século, na década de 1880, seguindo orientações dos mesmos centros europeus. 
Importante destacar que, no século XIX, as mulheres brasileiras, em sua maioria, não procuravam os hospitais para dar à luz. O momento do parto era doméstico, não médico. A criação de enfermaria de partos também encontrou resistência pela compreensão de que era incentivo para maternidade fora do casamento, ou seja, mães solteiras, na sua maioria mulheres negras ou brancas pobres eram desassistidas.  Assim, somente no século XX as faculdades de medicina passaram a ter um espaço adequado ao ensino das clínicas obstétrica e ginecológica, quando começaram a ser construídas as primeiras maternidades no Brasil. Neste período, a Ginecologia passa a ser campo da medicina reconhecido tanto pela categoria dos médicos, quanto pela população. 
Importante destacar que, a institucionalização do saber médico voltada para mulheres, tem ligação direta com o poder político, consequentemente, capacidade de reprodução destes corpos, e outras questões mais amplas, como formação de uma nação e raça brasileira. 

## Ginecologia Natural
A Ginecologia Natural tem variância em outros nomes, como: Orgânica, Holística, Ginecosofia, Emocional, Vibracional, Feminista, Autônoma, Política  .Apesar das suas diferenças internas e heterogeneidade, é um movimento que visa produzir conhecimentos sobre a saúde do corpo feminino e menstruante, no qual as mulheres são protagonistas e agentes de sua saúde .
A partir da difusão do conhecimento, o incentivo é que as pessoas conheçam os seus corpos,  para poder cuidar da própria saúde. Esse empenho não visa romper necessariamente com a ginecologia alopática convencional, mas estabelecer uma visão crítica à história e práticas deste conhecimento e acompanhar e fortalecer conhecimentos das raizeiras, parteiras, herboristas, indígenas, entre outras fontes de conhecimentos, além de incentivar a autonomia sobre o próprio corpo . Importante destacar que o movimento, apesar de lidar com um fator fisiológico, muitas vezes compreendido como individual, é também coletivo e político e tem direta relação com o ativismo e a educação menstrual .

## Doenças
Os principais questões de saúde da áreas de estudo e tratamento da Ginecologia são:
1. Cancro dos órgãos reprodutivos incluindo ovários, tuba uterina, útero, vagina e vulva
2. Incontinência urinária
3. Amenorreia (ausência dos períodos menstruais)
4. Dismenorreia (períodos menstruais dolorosos - cólicas)
5. Infertilidade
6. Menorragia
7. Prolapso dos órgãos pélvicos
8. Vaginites
9. Lesões precursoras do câncer de colo uterino (HPV)
10. Infecções Sexualmente Transmissíveis (IST)
11. Orientação e prescrição de métodos contraceptivos

Existe uma troca e intersecção entre as áreas médicas. Por exemplo, uma mulher com incontinência urinária pode ser indicada para um urologista.